# Koudehoek
Koudehoek, Gronings Kòlhouk, Kòlle houk of Klouk, is een gehucht of streekdorp onder Bellingwolde in de gemeente Westerwolde in de provincie Groningen.
Het gehucht bestaat uit een rij boerderijen langs een 16e-eeuwse dijk, direct ten noorden van de vesting Oudeschans. De weg naar Klein-Ulsda volgt het tracé van deze dijk. Het gehucht ligt in het kleigedeelte van het voormalige kerspel Bellingwolde.
Koudehoek is ontstaan als dochternederzetting van Den Ham, dat op zijn beurt de opvolger was van een verdronken nederzetting ter hoogte van Koudehoek, behortend tot het streekdorp Houwingaham. De naam inde Koldehoeck komt ten minste voor sinds 1633.
De naam Koudehoek of Koldehörn komt in Nederland veelvuldig voor. Voor dit toponiem zijn verschillende verklaringen mogelijk. De stam kold- ('koud, dood, verlaten, niet meer in gebruik') verwijst mogelijk - net als de plaatsnaam Kostverloren - naar de landerijen die in de Dollard verdronken zijn. Eventueel zou het op de natte, laaggelegen en zure gronden kunnen slaan, die hier na de Dollardinbraak overbleven. De uitgang -hoek of -horn verwijst naar de ligging van het buurtje in een hoek van de dijk. Hier lag eerder het dorp Houwingaham, dat in de 16e eeuw ook wel als Hayingehorne, Huesterhorne of Hamster Horn werd aangeduid.
De bebouwing langs den Olden Dick komt nog niet voor op een kaart uit 1590. In de jaren daarna verhuisde een deel van de boerderijen van Den Ham naar Koudehoek. De opstrekkende heerden van de boerderijen in deze gehuchten lagen door elkaar en wisselden elkaar af. In 1633 werd te Oudeschans voor het eerst een kindje uit Koldehoeck gedoopt. Een gedrukte kaart uit 1672 laat zien dat ook Hamdijk deel uitmaakte van de Oude Dijck ofte Koude Hoeck. Op de dijk stond een lange rij met 28 boerderijen, die ten gevolge van het oorlogsgeweld tijdens de Münsterse inval meest waren afgebrand. De belangrijkste daarvan was de grote boerderij van Berent Hermens ofte rode Schuyr, die als hoofdkwartier diende. Ook ten westen van Oudeschans worden enkele boerderijen langs de Bleyhamster Dijck afgebeeld. In 1711 werden sess ackeren in den Ham bij de Kolde hoeck verkocht.
De namen Hamdijk en Koudehoek waren vermoedelijk uitwisselbaar; nog op de provinciekaart van Theodorus Beckeringh uit 1781 heet de hele streek De Ham dijk. Het land achter de nederzetting wordt in 1672 omschreven als laegh landt vol water. De landerijen langs de Westerwoldse Aa werden Koude- of Koldehoekster Uiterdijken (1722) genoemd.
Rond 1800 hadden Koudehoek, Hamdijk en Den Ham ieder een eigen buurtgilde. Een 19e-eeuws notitieboek van het buurtgilde van Koudehoek is bewaard gebleven. Dit was een van de tien buurtgilden van het kerspel Bellingwolde. Hieronder viel vermoedelijk ook het gehucht Klein-Ulsda.
De dichter Willem Jan van Wijk heeft een tijdlang in Koudehoek gewoond, het landschap in deze omgeving is in een aantal van zijn gedichten vastgelegd.
Kolhörn, nu Kolhornlaan (1934) is tevens een voormalig buurtje in Scheemda, ontstaan rond 1900 aan een laantje dat schuin op het Winschoterdiep stond. Kolhorn was een boerderij te Ranum (1694, nu Onderdendamsterweg 45), Kolde Horn een streekje te Westernieland (1711). De toponiemen Kolhörn en Koldehörn komen ook in Oost-Friesland voor.
Dorpen: Barnflair · Bellingwolde · Blijham · Bourtange · Jipsingboertange · Oudeschans · Over de Dijk · Sellingen · Ter Apel · Ter Apelkanaal · Veelerveen · Vlagtwedde · Vriescheloo · Wedde · Wedderheide · Zandberg (deels)

Buurtschappen: Agodorp · Borgertange · Borgerveld · Bovenstreek · De Bouwte · De Bruil · De Bult · Den Ham · De Heemen · De Lethe · De Maten · De Oerde · De Straat (Engelkes) · Draaijerij · Ellersinghuizen · Hanetange · Harpel · Hoorn · Hoornderveen · Jipsingboermussel · Jipsinghuizen · Kielhuppen · Klein-Ulsda · Klontjebuurt · Koudehoek · Lammerweg · Laude · Lauderbeetse · Lauderzwarteveen · Laudermarke · Leemdobben · Lieskemeer · Loosterheide · Lutje Ham · Lutjeloo · Morige · Munnekemoer · Nienoordstreekje · Oosteinde · Overdiep · Pallert · Plaggenborg · Poldert · Renneborg · Rhederbrug · Rhederveld · Rijsdam · Roelage · 't Schot · Sellingerbeetse · Sellingerzwarteveen · Slegge · Stakenborg · Stobben · Ter Borg · Ter Haar · Ter Walslage · Ter Wisch · Tjabbesstreek · Veele · Veendijk · Veerste Veldhuis · Verbindingsweg · Vlagtwedder-Veldhuis · Vogelzang · Voorwold · Wedderbergen · Wedderveer · Weende · Weite · Wessingtange · Westeind · De Westert · Winschoterhogebrug (deels) · Winschoterzijl (deels) · Wollingboermarke · Wollinghuizen · Zuidveld · Zandstroom

Groningen: Steden en dorpen      Nederland: Provincies · Gemeenten